# Club d'esquí de fons Urgellet i Cerdanya
El Club d'esquí de fons Urgellet-Cerdanya, conegut com a CEFUC, és un club esportiu situat a la ciutat de la Seu d'Urgell. El club fou fundat l'any 1975 per pares de nois i noies aficionats a l'esquí de fons, i actualment compta amb uns 500 socis. El club, que forma part de la Federació Catalana d'Esports d'Hivern (FCEH), esquia a les estacions de Lles, Aransa, Tuixent - la Vansa i Sant Joan de l'Erm.
Inaugurat el 1975, en pocs temps va esdevenir un dels clubs amb més practicants, i fins fa poc ha estat l'únic club a la península dedicat exclusivament a l'esquí de fons. Del club han sortit bona parts dels corredors i tècnics que han destacat a nivell català i espanyol, i ha tingut i té, diversos membres que formen part de l'equip de la Real Federació Espanyola d'Esports d'Hivern, dels quals, alguns han estat olímpics diverses vegades.